# Амана (Ізраїль)
«Амана» (івр. אֲמָנָה, букв. «Угода») — ізраїльський поселенський рух, заснований рухом «Ґуш Емунім» у 1976 році. Головною метою був «розвиток громад в Юдеї, Самарії, Голанських висотах, Галілеї, Негеві та Ґуш-Катіфі». Першими спільнотами, започаткованими рухом, стали Офра, Мево Моді'ім, Кедумім і Маалє-Адумім. Організація підтримує деякі поселення, наприклад, Неґогот. Поселення, створені на Західному березі, включаючи Східний Єрусалим, є незаконними згідно з міжнародним правом.
«Амана» стала зареєстрованою асоціацією в 1978 році. Рух також визнала Всесвітня сіоністська організація. З часом він став майже незалежним від «Ґуш Емунім».
На початку 2016 року розслідування, проведене ізраїльською поліцією щодо 15 земельних угод, проведених дочірньою компанією «Аль-Ватан», прийшло до висновку, що 14 транзакцій були шахрайськими. Один із використаних методів передбачав передачу валізи, повної готівки, фальшивому палестинському власнику, а потім її повернення. «Аль-Ватан» заперечив звинувачення.

## Виноски
1. ↑  https://www.nli.org.il/media/4693/israeli-publishers.csv
2. ↑  Goldberg, Giora (1993). Ben-Zadok, Efraim (ред.). Gush Emunim New Settlements in the West Bank: From Social Movement to Regional Interest Group. SUNY series in Israeli studies. SUNY Press. с. 199. ISBN 9780791415610. Архів оригіналу за 6 березня 2022. Процитовано 18.11.2011.
3. ↑  Myron J. Aronoff (1989). Israeli Visions and Divisions. Transaction Publishers. с. 83. ISBN 9780887382550. Процитовано 18.11.2011. amana settlement movement
4. 1 2  אמנה - תנועת ההתיישבות - about us. amana.co.il. Архів оригіналу за 22 жовтня 2011. Процитовано 18.11.2011.
5. ↑  The Geneva Convention (англ.). BBC News. 10.12.2009. Архів оригіналу за 12 травня 2019. Процитовано 27.11.2010.
6. ↑  Yishai, Yael (1987). Land or peace: whither Israel?. Hoover Press publication, Volume 352. Hoover Press. с. 120. ISBN 9780817985233. Архів оригіналу за 6 березня 2022. Процитовано 18.11.2011.
7. ↑  Kass, Ilana; O'Neill, Bard E. (1997). The deadly embrace: the impact of Israeli and Palestinian rejectionism on the peace process. University Press of America. ISBN 9780761805359. Архів оригіналу за 6 березня 2022. Процитовано 18.11.2011.
8. ↑  Kellerman, Aharon (1993). Society and settlement: Jewish land of Israel in the twentieth century. SUNY Press. с. 93. Процитовано 18.11.2011. amana settlement movement
9. ↑  Gideon, Aran (1994). Marty (ред.). Jewish Zionist Fundamentalism: The Bloc of the Faithful in Israel (Gush Emunim). The Fundamentalism Project. Т. 1. University of Chicago Press for the American Academy of Arts and Sciences. с. 282. ISBN 9780226508788. Архів оригіналу за 6 березня 2022. Процитовано 18.11.2011.
10. 1 2 3  Levinson, Chaim (1.2.2016). Almost All West Bank Land Deals for Illegal Settlements Forged, Investigation Finds. Haaretz (англ.). Архів оригіналу за 30 грудня 2017. Процитовано 6.3.2022.